# 大公報
大公報（だいこうほう、Ta Kung Pao）は、中国、香港の新聞。20世紀初頭に天津で創刊され、今も香港で中国共産党の機関紙として発刊が続いている。中国語新聞としては発行期間が最も長い。主要株主は中央政府駐香港連絡弁公室（99.9%）。

## 創刊
創刊者は満州族の英斂之。英斂之は北京の貧困家庭に育ち、キリスト教に入信していた。彼は戊戌政変時には変法派を支持していたために一時上海や海外に逃れていたが、義和団の乱後に恩赦されて天津に戻り、1902年に天津のフランス租界にて新聞「大公報」を創刊した。当初の株主は駐華フランス公使や天津のキリスト教会司教、清朝の満州貴族、中国の文化人、そして天津の人々など多岐にわたった。その後、1905年に社屋は天津日本租界内に移転した。
「大公報」は政治問題への直言で知られ、言論の自由がなかった当時の清朝に対し、政治批判を行った。そのため清朝から発禁処分を受けることもあったが、治外法権下の租界には清朝の弾圧は及ばなかった。
英斂之は清朝の立憲君主改革を主張し続けており、「大公報」は革命による王朝打倒には批判的であった。しかし辛亥革命により清朝倒壊が決定的になると、1912年に英斂之は「大公報」の経営から手を引いた。

## 中華民国時代
英斂之の引退後も、袁世凱の独裁を批判するなど「大公報」は政治批判を続けたが、その後軍閥の安徽派や日本と接近した。1925年に一旦休刊となる。
翌1926年に元「大公報」記者であった胡政之らが「大公報」の名前を買収して発行を再開した。1931年の満州事変と同年11月の天津事変（日本軍が天津市内を占領）の影響で、「大公報」は同11月に社屋を再び天津フランス租界へと戻した。1936年には上海版の発行を始めた。1928年に中華民国の政権についた国民党と「大公報」の関係については、「小罵大幇忙」（「大公報」は国民党を少し批判はするが、多くは擁護した）と評されることもあるが、この見方には批判もある。国共内戦に際しては、新聞社の中で初めて共産党のソビエト区に記者を送り、長征や共産党の動向を報じている。

## 日中戦争時代
1937年8月、盧溝橋事件からの戦火を避けるために天津版は停刊し、9月に漢口へと移転した。同年12月には上海版も停刊し、上海の拠点は香港へと移転した。1938年10月に漢口版を停刊し、重慶へと移転した。1941年12月には太平洋戦争開戦のため香港版も停刊し、一時桂林に移転した。
戦後は天津版、上海版、香港版が復刊し、重慶版と合わせて4地域で発行された。1946年には上海に本社が定められた。

## 中華人民共和国期
1949年の中華人民共和国成立以降、香港以外の各地にあった「大公報」は次第に整理、そして消滅していった。
重慶版は1952年に停刊し、官民合弁の「重慶日報」に改組された。天津版は1949年に「進歩日報」と改名して再出発したが、創刊号では旧「大公報」を軍閥や国民党の手下であったと自己批判した。
共産党政権下でも存続していた「大公報」は、本社を北京に移して天津版と上海版を合併し、新たに北京版「大公報」を1956年から発行した。
1966年の文化大革命の際、北京の「大公報」では多くの社員が弾圧され、同年9月に「大公報」は停刊した。その直後に「前進報」と再改名して発刊したが、これも12月に紅衛兵の襲撃を受けて停刊し、中国大陸側における「大公報」の歴史は幕を閉じた。

## 香港の大公報
イギリスの植民地であった香港ではその後も「大公報」の発刊が続いた。1952年には、三・一事件（1951年に起きた大火事が発端となり、1952年3月1日に香港の民衆と警察が衝突した事件）に際して「大公報」は中国側が出した香港当局を批判する声明をほぼそのまま載せたことから、香港当局により一時停刊処分が下された。文革に至るまでの香港版「大公報」の性質について、『《大公報》百年史』は「愛国報」「左派」「左報」と評している。

## 大公報ジャパン・大公網JapanOnLine
「大公報」は日本の情報やニュースを特集し「大公報」本紙に掲載する「大公報 日本専版」の企画、編集、制作を目的に2009年5月に大公報ジャパン株式会社（代表取締役：梁峪麟〔鐘文〕）を設立。日本の経済、産業、文化、観光など多方面のコンテンツを香港だけでなく、中国大陸の読者に向けて発信する日本特集版を制作している。2010年4月には系列の電子版「大公網」の日本版「大公網・日本頻道」を公開し、日本のニュース、文化や観光情報などを発信している。 
2011年1月よりウェブサイト「大公網」内に、日本の情報を発信する「大公網JapanOnLine（ジャパンオンライン）」が開設された。総代表として、中国とのつながりの深い、株式会社日中ビジネスコンサルティング（福岡市）代表の青木麗子が着任。サイト内には、文化、観光、ビジネス、留学などのコーナーごとに日本の情報を掲載する。